# Kovalik Károly
Kovalik Károly (Hódmezővásárhely, 1927. szeptember 29. – Budapest, 1995. január 1.) Rózsa Ferenc-díjas magyar újságíró, televíziós riporter, műsorvezető.

## Életpályája
Hódmezővásárhelyen hétgyermekes család legkisebb gyermekeként született. Apja asztalosmester volt saját műhellyel, majd később vendéglőt nyitott. (Két bátyja is asztalos lett, akik folytatták apjuk mesterségét és átvették az asztalosműhelyt). Középiskolai tanulmányait a Bethlen Gábor Református Gimnáziumban végezte el, ahol Németh László volt az igazgatója és magyartanára.

„Németh László szerint nagyon jól írtam. Mindig a legjobb jegyeket adta dolgozataimra. Azt mondta: „Károly, magának esszéket kell írnia…"… Főként neki köszönhető, hogy olyan hírességeket láthattunk vendégül, amilyen Móricz Zsigmond vagy Veress Péter volt.”

 Ezután a szegedi egyetemen kezdett jogot tanulni, majd később Budapesten folytatta egyetemi tanulmányait, amelyet nem fejezett be. Közben 1948-ban Hódmezővásárhelyen volt újságíró gyakornok a Független Újságnál. 1949–1950-ben a Délmagyarország című napilap újságírója volt. 1950-ben felvételizett a Színház- és Filmművészeti Főiskola színész szakára, de nem vették fel. 1950–1957 között a Magyar Rádió riportereként dolgozott. 1957-től, az indulásától külsős munkatársa volt a Televíziónak. 1962-ben kapott státuszt, a Magyar Televízió riportere volt. 1982-ben kapott infarktusa után 1983-tól tért vissza a munkájához. 1985-től korkedvezménnyel nyugdíjba vonult, de 1990-ig még dolgozott a Televíziónál. Ő volt a népszerű Ablak című televíziós műsor első tíz adásának a műsorvezetője is.

## Magánélete
Első felesége Kovalik Márta rádiós szerkesztő volt, akitől két gyermeke: András és Márta született. Második felesége Vámos Magda divattervező, akitől lánya: Krisztina született.

Gyermekeiről nyilatkozat: 

„Kriszti nyelvész és irodalmár, András fiam operatőr. Szerintem Márti lányom vitte a legtöbbre, aki „csak" anya maradt grafikus férje mellett.”

## Műsorai, munkái
- A barangolás vendégkönyve (1965)
- Falusi dolgokról (1968)
- Amerikai évtizedek – Gárdos Emil–portré (1972)
- Horizont (1977)
- Művészeti magazin (1978)
- A bűn nyomában (1978)
- A képviselő otthon (1981)
- Emlékek a magyar játékfilm történetéből I-IX. (1983)
- Kétmillió – jog a boldogsághoz korhatár nélkül (1983)
- Régi ferencvárosi vasárnapok (1983)
- Alapítók és utódok (1983)
- Nagy tiszteletesek (1984)
- Üdvözlet a flotilláknak (1985)
- Ki a legjobb nagymama? (1987)

## Filmjei
- Álmodozások kora (1964)
- Alfa Rómeó és Júlia (1968)
- Falfúró (1985)
- Linda (1986)

## Díjai, elismerései
- Szocialista Kultúráért
- Haza Szolgálatáért ezüst fokozat
- Rózsa Ferenc-díj (1984)
- Magyar Köztársasági Elnöki Aranyérem (1994)
- Pethő Sándor-érem (1995)
- Nívódíjak (Magyar Televízió)